# Nowe Ługi
Nowe Ługi – staw w Warszawie, w dzielnicy Ursynów.

## Położenie i charakterystyka
Staw leży po lewej stronie Wisły, w stołecznej dzielnicy Ursynów, na obszarze MSI Jeziorki Południowe, niedaleko ulic Sarabandy, Głębokiej i Ługi. Akwen ma charakter jeziora wytopiskowego. Położony jest na obszarze zlewni Kanału Jeziorki, jednak nie posiada bezpośredniego połączenia z żadnym innym obiektem hydrograficznym.
Zgodnie z ustaleniami w ramach „Programu Ochrony Środowiska dla m. st. Warszawy na lata 2009–2012 z uwzględnieniem perspektywy do 2016 r.” staw położony jest na wysoczyźnie, a jego powierzchnia wynosi 0,1442 ha (inne źródło podaje 0,1870 ha). Według numerycznego modelu terenu udostępnionego przez Geoportal lustro wody znajduje się na wysokości 103,4 m n.p.m. Pojemność zbiornika wodnego wynosi 2250 m³.
Według „Opracowania ekofizjograficznego do studium uwarunkowań i kierunków zagospodarowania przestrzennego m. st. Warszawy” z 2006 roku staw zanika i jest bardzo wartościowym przyrodniczo miejscem lęgowym ptaków. Znajduje się w zasięgu terenów zieleni miejskiej jako teren otwarty z wodami wraz z pobliskim stawem Czyste.